# 无翅山黧豆
无翅山黧豆（学名：Lathyrus palustris f. exalatus）为豆科香豌豆属欧山黧豆下的一个变型。